# Província de Stara Zagora
La província de Stara Zagora és una província del centre-sud de Bulgària. La capital és Stara Zagora, mentre que altres ciutats en són Txirpan, Kazanlâk i Radnevo, un important centre de producció de carbó. Radnevo és a 20 quilòmetres al sud de Stara Zagora. Aproximadament, hi ha 410.000 residents a la província de Stara Zagora, mentre que la població de les ciutats de Stara Zagora i Kazanlak és de 183.000 i 80.000 habitants, respectivament.
Stara Zagora és un centre cultural de significació particular per a Bulgària com a centre de l'antiga Tràcia, Grècia, Roma i l'Imperi Romà d'Orient. S'hi han trobat restes neolítiques. El famós film de la BBC The History of Europe comença amb el Museu Neolític de Stara Zagora, com a les restes de la primera ciutat europea. Stara Zagora és una de les més velles ciutats d'Europa.
L'octubre del 2004, la província de Stara Zagora fou premiada per tenir la millor qualitat de vida a Europa, junt amb Gran Zúric (Suïssa), Andalusia (Espanya), i Flandes (Bèlgica). El premi li fou donat per Di Magazine, produïda pel Financial Times Group, a causa dels preus baixos, habitatges de nova construcció i rica herència cultural.
Ciutats de la província de Stara Zagora per població:
- Stara Zagora- 141,480
- Kazanlâk- 51,565
- Txirpan- 16,942
- Radnevo- 13,794
- Galabovo- 8,619
- Maglij- 3,480
- Pavel Bania- 2,938
- Gurkovo- 2,884
- Nikolaevo- 2,841
- Xipka- 1,579